# Матеуш Богуш
Матеуш Богуш (пол. Mateusz Bogusz, нар. 22 серпня 2001, Руда-Шльонська) — польський футболіст, півзахисник клубу «Лідс Юнайтед».

## Клубна кар'єра
Народився 22 серпня 2001 року в місті Руда-Шльонська. Вихованець футбольної школи клубу «Рух» (Хожув). Дорослу футбольну кар'єру розпочав 2017 року в основній команді того ж клубу, в якій провів півтора сезони, взявши участь у 32 матчах чемпіонату.
29 січня 2019 року перейшов у клуб англійського Чемпіоншипу «Лідс Юнайтед», підписавши контракт на 2,5 роки.

## Виступи за збірні
2017 року дебютував у складі юнацької збірної Польщі, взяв участь у 9 іграх на юнацькому рівні, відзначившись одним забитим голом.
2019 року у складі молодіжної збірної Польщі поїхав на домашній молодіжний чемпіонат світу. На турнірі зіграв у одному матчі, а команда вилетіла на стадії 1/8 фіналу.

## Досягнення
- Переможець Кубка чемпіонів КОНКАКАФ (1): 2025